# 岡田龍太郎
岡田 龍太郎 （おかだ りゅうたろう、1993年〈平成5年〉12月27日 - ）は、日本の俳優、YouTuber。兵庫県西宮市出身。ケイダッシュ所属。

## 経歴
中学受験で函館ラ・サール中学校に合格して進学も、親元を離れて寮生活を送るのがとても辛かったという。函館ラ・サール高等学校在学中に東京大学の受験を決意したが、受験で利用しない科目を全く勉強せずに成績が悪くなり留年。元々の学校生活が馴染めなかったこともあって、高等学校卒業程度認定試験の勉強に切り替え、合格した後に中退した。
現役での東大受験は不合格となり、1年間の浪人生活を経て再挑戦するも2次試験で叶わず、同志社大学商学部に入学。仮面浪人で東京大学を目指すが、3度目の不合格となり、2015年に同志社大学を中退して早稲田大学法学部に進学する。在学中から大学の学業と並行して、伊藤塾に通い司法試験の勉強をしていた。
2016年、第29回ジュノン・スーパーボーイ・コンテストに姉が応募し、準グランプリを受賞。当時22歳で他の応募者よりも年長であった。同年、自身のYouTubeチャンネルを開設。
2017年、『脳にスマホが埋められた!』（日本テレビ）、『僕たちがやりました』（フジテレビ・関西テレビ）の連続ドラマ2作品に出演し、俳優デビューを果たす。
2019年3月、早稲田大学法学部を卒業。同年9月、令和仮面ライダーシリーズ『仮面ライダーゼロワン』において不破諫 / 仮面ライダーバルカン役でレギュラー出演を務めた。
2025年6月8日、自身のXおよびInstagramを通じて、令和6年度の司法試験に合格したことを報告した。現在は司法修習生として裁判所にて勤務中とのこと。

## 人物
父は医師で、母は元薬剤師。姉と2人の妹がいる。特技はスキーとテニス。キーボードなどの機械類が好き。好きな色は青。嫌いな食べ物は豆腐。憧れの俳優は菅原文太と三船敏郎。
司法試験期間中はスマートフォンのSIMカードを抜き、家のWi-Fiのコードを物理的に切り、誰かと連絡を取るのは最低限にし、もしも家の中で倒れても誰にも見つけてもらえないような環境で勉強していた。

## 出演

### テレビドラマ
- 脳にスマホが埋められた!（2017年7月6日 - 9月14日、読売テレビ・日本テレビ） - 田西譲司 役
- 僕たちがやりました（2017年7月18日 - 9月19日、フジテレビ・関西テレビ） - 桜田祐介 役
- ホリデイラブ（2018年1月26日 - 3月16日、テレビ朝日） - 一ノ瀬真人 役
- ヘッドハンター（2018年4月16日 - 6月4日、テレビ東京） - 武井恭平 役
- ブスだってI LOVE YOU（2018年12月28日、テレビ朝日） - 諸星誠也 役
- 新・ミナミの帝王 第16作 過去からの罠（2019年1月5日、関西テレビ）
- それを愛とまちがえるから（2019年2月9日 - 3月9日、WOWOW） - 虎太郎 役
- 庶務行員 多加賀主水が許さない2（2019年2月10日、テレビ朝日） - 吉川駿 役
- 悪党～加害者追跡調査～（2019年5月12日 - 6月16日、WOWOW） - 松山俊介 役
- 仮面ライダーゼロワン（2019年9月1日 - 2020年8月30日、テレビ朝日） - 不破諫 / 仮面ライダーバルカン 役[7]
- ドラマ「家、ついて行ってイイですか?」 第1話（2021年8月14日、テレビ東京） - 柴田佳則 役[12]
- TOKYO MER〜走る緊急救命室〜 第10話（2021年9月5日、TBS） - 青海亜紀斗 役
- 華麗なる一族（2021年4月18日、WOWOW）

### 映画
- 仮面ライダーシリーズ（東映） - 不破諫 / 仮面ライダーバルカン 役
  - 仮面ライダー 令和 ザ・ファースト・ジェネレーション（2019年12月21日公開）[13]
  - 劇場版 仮面ライダーゼロワン REAL×TIME（2020年12月18日公開）[14]
- リカ〜自称28歳の純愛モンスター〜（2021年6月18日公開、ハピネットファントム・スタジオ） - 米崎健太 役[15]

### オリジナルビデオ
- 仮面ライダーシリーズ
  - てれびくん超バトルDVD 仮面ライダーゼロワン『カンガルーからナニが飛び出す？ソンナの自分でカンガルー！はい、或人じゃないと！！』（2020年） - 不破諫 / 仮面ライダーバルカン 役
  - プロジェクト・サウザー 後編（2020年） - 不破諫 役[16]
  - ゼロワン Others 仮面ライダー滅亡迅雷（2021年7月14日） - 不破諫 役[17]
  - ゼロワン Others 仮面ライダーバルカン&バルキリー（2021年11月10日） - 主演・不破諫 / 仮面ライダーバルカン 役（※井桁弘恵とW主演）[18]

### ウェブドラマ
- 仮面ライダーゼロワンYouTubeスピンオフ 奇跡の転身!? アルトVS.腹筋崩壊太郎 宿命のギャグバトル！（2020年3月29日、東映特撮YouTube Official） - 不破諫 役[19]

### ウェブアニメ
- 仮面ライダーゼロワン ショートアニメ EVERYONE'S DAILY LIFE 第2話・第5話（2020年8月23日・2021年2月1日、東映特撮ファンクラブ） - 不破諫 役

### リアリティーショー
- 恋愛ドラマな恋がしたい（2018年5月26日 - 7月28日、AbemaTV）

### CM
- 大塚製薬「オロナミンC」（2020年）

### ゲーム
- 仮面ライダーバトル ガンバライジング（2019年9月、アーケード） - 仮面ライダーバルカン 役[20]
- 仮面ライダー シティウォーズ（2019年、Android・iOS） - 仮面ライダーバルカン 役[21]
- 仮面ライダーバトル ガンバレジェンズ（2023年、アーケード） - 仮面ライダーバルカン 役

### 玩具
- 仮面ライダーゼロワン DXエイムズなりきりセット（2020年7月） - 不破諫 役
- 仮面ライダーゼロワン DXメモリアルプログライズキーセット SIDE A.I.M.S.&ZAIA（2021年1月） - 不破諫 役

## 書籍

### 写真集
2016年
- 第29回ジュノン・スーパーボーイ・コンテスト 岡田龍太郎 写真集（主婦と生活社）

2020年
- 仮面ライダーゼロワン 滅亡迅雷.book ver.2（徳間書店）
- SODA特別編集 仮面ライダーゼロワン アクターズビジュアルブック（ぴあ）
- ビジュアルシリーズ 仮面ライダーゼロワン 全バトルクロニクル（講談社）
- 仮面ライダーゼロワン写真集 New era（一迅社）
- きみはぼくを照らす光 仮面ライダーゼロワン aruto ja naito book（リブレ）
- 仮面ライダーゼロワン超全集（小学館）

2021年
- OFFICIAL PERFECT BOOK 仮面ライダーゼロワン公式完全読本 ZERO-ONE AUTHORIZE NEW ERA（ホビージャパン）